# Maison aux Aztèques
La Maison aux Aztèques ou  Maison des Aztèques est un immeuble de style Art nouveau de Liège (Belgique) réalisé par l'architecte Victor Rogister en 1906.

## Situation
Cet immeuble se situe au no 6/8 de la rue du Parlement dans le quartier d'Outremeuse à Liège à proximité de la Maison Counet (place du Congrès) réalisée un an plus tôt par le même architecte.
On remarquera aussi une autre construction de style art nouveau au no 2 de la rue du Parlement due au même Victor Rogister.

## Description

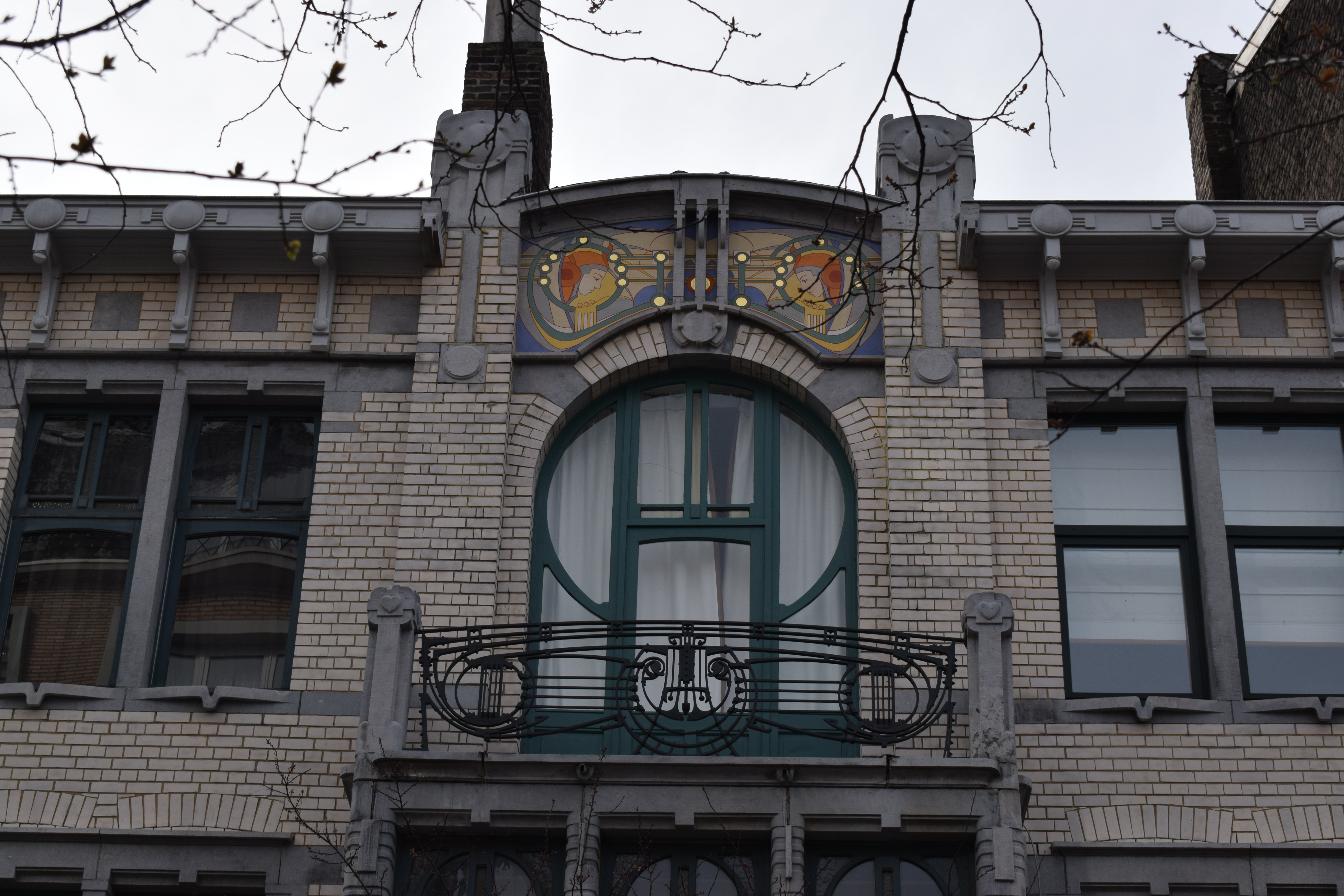
Sgraffite et ferronnerie

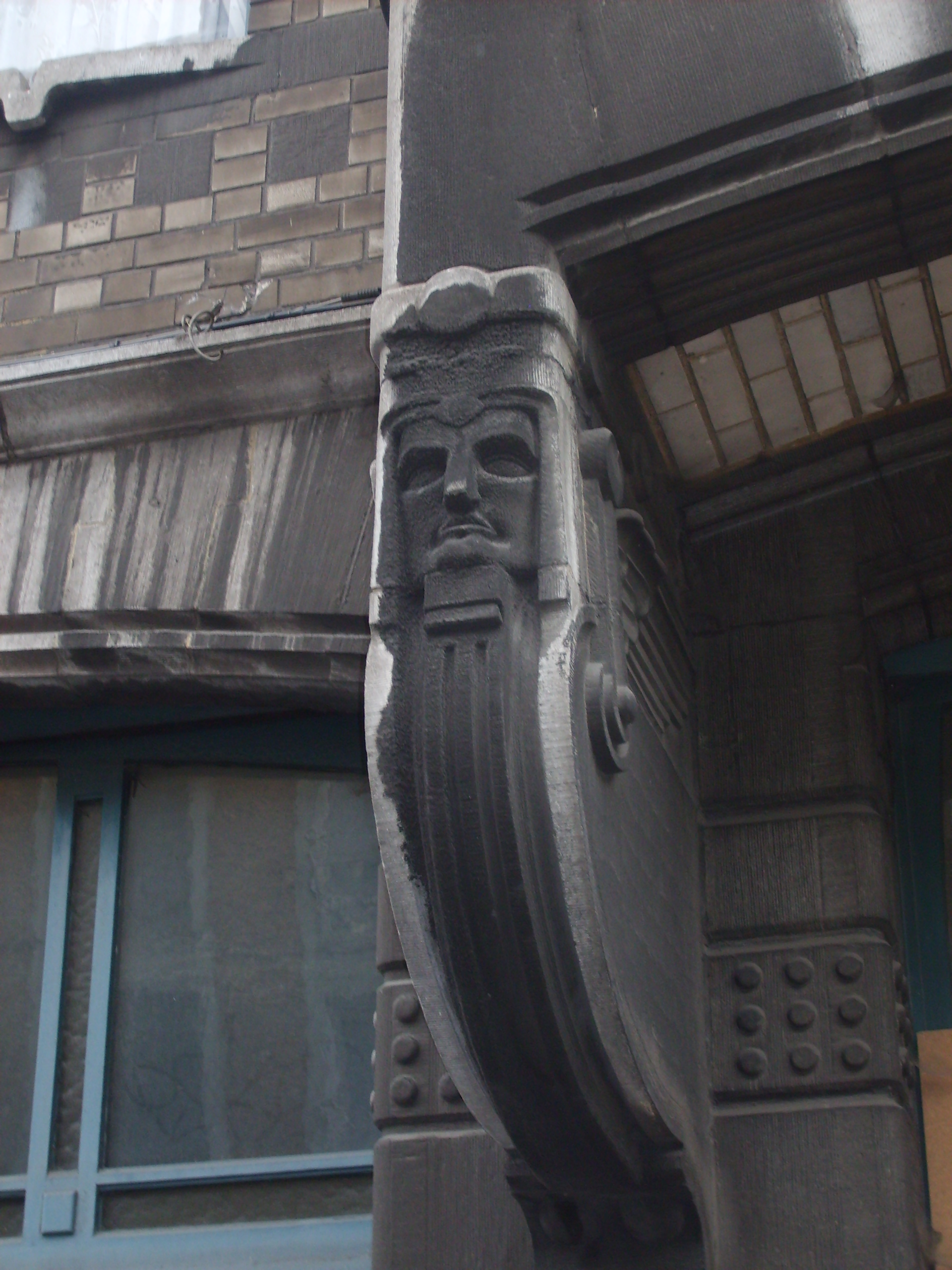
Sculpture L'Aztèque

Cette imposante construction comporte deux étages et quatre travées. Les trois travées de droite sont symétriques hormis le rez-de-chaussée (présence de deux vitrines et d'un porche). La travée de gauche est décalée et différente (forme et situation plus basse des baies). Le rez-de-chaussée jadis occupé par un atelier de confiserie est devenu un cabinet d'architecte et les deux étages comprennent plusieurs appartements.   
Des trois travées symétriques, celle du centre est remarquable.
Au dernier étage, on remarque une baie avec arc en plein cintre dont la menuiserie donne un effet d'arc outrepassé. Cette baie est précédée d'un balcon protégé par une harmonieuse ferronnerie entremêlant droites, courbes et ellipses. Au-dessus de cette baie, deux pilastres rectangulaires sculptés de cercles dominent le bâtiment et encadrent un sgraffite représentant deux têtes féminines de profil. Sous le balcon, au premier étage, se trouve un bow-window en triplet de baies dont la partie supérieure en petits bois forme autant de cercles. Ce bow-window repose sur deux consoles en pierre de taille ornées de sculptures représentant des têtes d'Aztèques qui donnèrent leur nom au bâtiment. 
Sur la travée de droite, le porche est sculpté de deux têtes de fauves sur fond de dessins géométriques et stylisés..